# Grønningen (film)
|  | Denne artikel er oprettet af botten Steenthbot ud fra en ekstern database. Den kan derfor have sproglige fejl eller mangler. Denne skabelon kan fjernes efter kontrol af indholdet. |

 For alternative betydninger, se Grønningen. (Se også artikler, som begynder med Grønningen)
Grønningen er en dansk filmskolefilm fra 2020 instrueret af Simon Mortensen.

## Handling
Den traditionsbundne Tom bor i den prægtige og mystiske bygning Grønningen, hvor alt kan ske. Da Varvara, en ældre dame fra Grønningen, pludselig forsvinder, bliver Tom opsøgt af Sadolin. En åbensindet og rodløs fyr, der åbenbart har boet inde hos Varvara og hjulpet til med dagligdagens gøremål. Tom går med til at hjælpe Sadolin, og sammen begiver de sig ud for at opklare mysteriet om Varvaras forsvinden. Det bliver en opdagelsesrejse rundt i den gamle magiske bygning, hvor de støder på sjove og mærkværdige karakterer på deres vej, og hvor et særligt venskab dannes undervejs.

## Medvirkende
- Tore Dokkedahl, Tom Bola
- Simon Mortensen, Sadolin
- Sonja Oppenhagen, Vavara
- Ellaha Lack, Shaya
- Søren Fauli, Vicevært
- Fleur Frilund